# Монтаг, Хайди
Ха́йди Блэр Монта́г (англ. Heidi Blair Montag; род. 15 сентября 1986, Крестед-Бьютт, Колорадо, США) — американская телеведущая, певица и дизайнер. Участница реалити-шоу «Голливудские холмы» на канале MTV.

## Биография
Хайди Монтаг родилась 15 сентября 1986 года в Крестед-Бьютт, штат Колорадо в семье Билли и Дарлин Монтаг. После окончания средней школы, Монтаг переехала в Калифорнию, где поступила в Академию Художественного университета в Сан-Франциско. У Хайди есть старшая сестра — Холли Монтаг (старше на 3 года).
3 марта 2008 года сводный брат Монтаг, Эрик О’Хара, погиб, соскользнув с обледенелой крыши отеля, в котором он работал. Он был ветераном войны в Ираке и Афганистане, и служил в 82-й воздушно-десантной дивизии.

## Карьера

### 2005—2010: Шоу «Голливудские холмы»
Будучи студенткой первого курса, Монтаг дружила с Лорен Конрад (участницей реалити-шоу Laguna Beach: The Real Orange County на MTV). Затем она перевелась в Лос-Анджелес в Институт моды, дизайна и розничной торговли. Конрад пригласила её в своё новое телевизионное шоу «Голливудские холмы», премьерная серия которого вышла в эфир 31 мая 2006 года.
В итоге, Монтаг бросила Институт моды, так как заключила контракт с продюсерской компанией Bolthouse Productions, где она, в течение двух лет, занимала должность организатора мероприятий.

### 2007—2010: Начало музыкальной карьеры и линия модной одежды
В феврале 2007 года Монтаг начала работать над альбомом с продюсером Дэвидом Фостером. 5 февраля 2008 года её первый сингл, «Higher», был выпущен исключительно на iTunes. Песня и видеоклип были подвергнуты резкой критике веб-сайтами и читателями в Интернете.
В марте 2009 года Монтаг начала сотрудничать с автором песен Кэти Деннис, чтобы та помогла ей в работе над её предстоящим альбомом. 23 августа 2009 года она исполнила песню «Body Language» во время конкурса «Мисс Вселенная 2009» на Багамах.
11 апреля 2008 года Монтаг запустила собственную модную линию одежды Heidiwood, на показе мод в Голливуде и торговом центре Highland.
В ноябре 2008 года Монтаг и Пратт появились в эпизоде комедийного сериала на канале CBS «Как я встретил вашу маму».

### 2С 010:Superficialи финансовые трудности
11 января 2010 года вышел дебютный альбом Хайди Монтаг Superficial в цифровом формате. На первой неделе было продано не более чем 1 000 копий. «More Is More» — единственный сингл из альбома, которому удалось попасть в чарты.
В начале 2010 года Монтаг была приглашена на эпизодическую роль в комедии Адама Сэндлера «Притворись моей женой».
11 сентября 2010 года Пратт был арестован и заключён в тюрьму в Коста-Рике за попытку пронести на борт самолёта оружие. Впоследствии он был освобождён и получил запрет на въезд в страну.
В ноябре 2010 года пара объявила, что является практически банкротом, и их долг составляет около $2 миллионов.

## Личная жизнь
С 20 ноября 2008 года Монтаг замужем за актёром Спенсером Праттом, с которым она встречалась 3 года до их свадьбы. У супругов есть сын — Ганнер Стоун Пратт (род. 01.10.2017).

## Пластическая хирургия
В апреле 2007 года Монтаг увеличила грудь, сделала ринопластику и инъекции коллагена в губы. Сначала она не подтверждала это, но после нескольких месяцев предположений и слухов, Хайди рассказала журналу Us Weekly о её операциях.
В январе 2010 года Монтаг рассказала журналу People о десяти пластических операциях в один день, сделанных ей доктором Франком Райаном 20 ноября 2009 года. Среди процедур были лифтинг бровей, пиннинг ушей, уменьшение подбородка. Снова ринопластика и второе увеличение груди. Она рассказала, что чуть не умерла от слишком большого количества демерола (синтетическое наркотическое вещество, используемое для анестезии), который замедлил её дыхание до пяти вдохов в минуту, но Монтаг сказала, что это всё же стоило того.
В 2010 году в интервью для августовского номера журнала Life & Style Монтаг заявила, что собирается заменить имплантаты на меньшего размера. Однако, после смерти её пластического хирурга, Франка Райана, Хайди стала переживать, что работа не может быть закончена. Несколько месяцев спустя она заявила, что не будет уменьшать грудь или делать другие косметические операции из-за риска для здоровья.

## Дискография

### Студийные альбомы
- Superficial (2010)

### Мини-альбомы
- Wherever I Am (2009)
- Here She Is… (2009)
- Dreams Come True (2012)